# Gaston Bertrand
Pour les articles homonymes, voir Bertrand.
Gaston Bertrand, né le 2 septembre 1910 à Wonck et mort le 21 février 1994 à Uccle, est un peintre, dessinateur et graveur belge.

## Biographie
Né à Wonck-sur-Geer (actuellement fusionnée avec Bassenge, province de Liège), d'une mère néerlandaise et d'un père belge, il a été obligé de gagner sa vie très jeune.
Tout en exerçant différents petits métiers, il apprend les rudiments du dessin au cours du soir à l'École Saint-Luc de Bruxelles (1927-1931) et à partir de 1933, à l'Académie de Bruxelles (cours de Henri Van Haelen et d'Anto-Carte), puis à l'Académie des beaux-arts de Saint-Josse-ten-Noode (1932-1937, cours de Henri Ottevaere et de G. Fontaine). Là, il se lie d'amitié avec Anne Bonnet et Louis Van Lint. Tous trois participent, en 1938, à « Art Jeune », exposition organisée par Charles Pry à la Galerie Atrium.
En 1937, Gaston Bertrand reçoit la troisième bourse du Prix de Rome grâce à laquelle il séjourne un mois à Paris, l'année suivante. En 1939, il est le cofondateur du groupe éphémère « la Route libre » qui n'organise qu'une seule exposition à Bruxelles en mars 1940. Il est également cofondateur du groupe « Apport » auquel il participe régulièrement.
En mai 1942, lors de sa première exposition personnelle, il présente un ensemble d'œuvres qui traduit bien sa volonté d'originalité et de créativité. En 1944, 1946, 1949, la Galerie Apollo lui consacre une exposition monographique.
Membre-fondateur du groupe La Jeune Peinture belge en juillet 1945 (à ses côtés, entre autres, Anne Bonnet, Louis Van Lint, Jo Delahaut, Marc Mendelson, René Barbaix, etc.), il participe à toutes les expositions du groupe. Il en est l'une des figures les plus originales. En 1950, l'architecte Jacques Dupuis lui construit un atelier à la conception audacieuse dans un coin d'Uccle où il vivra pendant trente-quatre ans. Après des débuts dans la peinture de genre (des intérieurs intimistes), il commence un lent processus de décantation de la réalité pour bientôt n'en garder que l'essentiel, quelques lignes fortement signifiantes, sobres et raffinées, associées à de grandes zones colorées (peinture à l'huile ou aquarelle). Chacune des œuvres semble être une composition architecturale dont l'équilibre est dû à une représentation minimale, que cela soit pour un portrait (L'Homme au Jabot, 1964, Bruxelles, Musées royaux des beaux-arts de Belgique (MRBAB) ou pour une vue du métro parisien. Jamais, il ne basculera dans l’abstraction comme le firent d'autres membres de la Jeune Peinture belge.
En 1956, à la demande de Jean Guiraud, professeur à l'École Saint-Luc à Bruxelles, il dirige l'atelier de peinture. Il y formera notamment Luc Mondry, Francis de Bolle, Boris Semenoff, Francis Herth, Camille De Taeye et Colette Duck. Ce dernier le secondera en 1965, puis le remplacera lorsqu'il quittera l'établissement en juin 1970. L'atelier accueillera encore Christian Rolet, Claude Willot, Claude Foubert, Michel Gehain et Jacques Kievits.
En 1987, il est élu membre de la Classe des Beaux-Arts de l'Académie royale de Belgique. En 1989, la Fondation Gaston Bertrand voit le jour pour assurer la promotion et la conservation de ses œuvres. En 1994, cette figure majeure de l'art belge disparaît.

## Œuvres
- Architecture, huile sur toile, 66 × 81 cm[2].
- L'homme au jabot, pointe sèche, 32X25, à Arlon,  Musée Gaspar, collection de l'Institut Archéologique du Luxembourg[3].